# Delia Budeanu
Delia Budeanu (n. 28 mai 1946, București, România – d. 19 octombrie 2024, București, România) a fost o jurnalistă și prezentatoare română de televiziune, cunoscută pentru jurnalele realizate la Televiziunea Română înainte de 1989. A realizat și o emisiune pe postul Antena 2. Delia Budeanu a fost văduva jurnalistului Radu Budeanu.

## Biografie
A absolvit Facultatea de Litere a Universității din București în 1969.
Între anii 1970 și 1998 a fost crainic de televiziune la TVR. A debutat în 1970, în cadrul Programului 2, unde prezenta emisiuni care includeau concerte simfonice. A fost o prezență constantă pe micile ecrane până în 1998.
După decesul soțului său, Radu Budeanu, jurnalist de politică externă, Delia Budeanu s-a retras timp de zece ani din viața publică. A revenit în 2008, când a publicat la Editura Vremea volumul Live, despre parcursul său ca prezentatoare de televiziune. Între anii 2008 și 2012 a realizat emisiuni culturale la canalul de televiziune Antena 2 („Oamenii timpului nostru”) și la The Money Channel („Întâlnirile Deliei Budeanu”). În 2024, a publicat la Editura Curtea Veche cea de-a doua carte a sa, Jurnal. Rațiune și sensibilitate.
Delia Budeanu a sprijinit unele proiecte culturale și artistice remarcabile și a organizat evenimente de amploare care au promovat artiști talentați, printre care „Festivalul Internațional de Film pentru Drepturile Omului”,  eveniment de marcă în agenda culturală a României. Ea a fondat și „Fundația Culturală Europa”, care susține artiștii și proiectele culturale de calitate. Această fundație a sprijinit numeroase expoziții, concerte și spectacole cu impact semnificativ în dezvoltarea culturală a țării.
A inițiat și susținut numeroase proiecte de caritate. Angajamentul ei în comunitate a fost recunoscut printr-o serie de premii și distincții, inclusiv titlul de „Ambasador al Bunăvoinței⁠(d)” acordat de către Organizația Națiunilor Unite.
Delia Budeanu, suferind de cancer, a decedat pe data de 19 octombrie 2024. A fost înmormântată luni, 21 octombrie 2024, la Mănăstirea Ghighiu de lângă Ploiești.